# Szereszów (gmina)
Szereszów – dawna gmina wiejska istniejąca do 1939 roku w woj. poleskim (obecnie na Białorusi). Siedzibą władz gminy był Szereszów, który do 1934 roku stanowił odrębną gminę miejską.
W okresie międzywojennym gmina należała do powiatu prużańskiego w woj. poleskim. 22 stycznia 1926 roku do gminy Szereszów przyłączono część obszaru zniesionej gminy Szenie, 12 kwietnia 1928 roku część obszaru zniesionej gminy Dworce, 18 kwietnia 1928 roku części gmin Horodeczno i Suchopol, 1 kwietnia 1932 roku części obszaru zniesionych gmin Kotra i Linowo oraz część (nie zniesionej) gminy Suchopol, a 1 kwietnia 1934 roku obszar pozbawionego praw miejskich Szereszowa.
Po wojnie obszar gminy Szereszów wszedł w struktury administracyjne Związku Radzieckiego.